# اعدام نکنید
اعدام نکنید هشتگی در اعتراض به حکم اعدام سه جوان ایرانی به نام‌های امیرحسین مرادی، محمد رجبی و سعید تمجیدی بود که در ۲۴ تیر ۱۳۹۹ در توییتر و اینستاگرام راه افتاد. این سه نفر از معترضان آبان ۱۳۹۸ ایران بودند. پس از تأیید و انتشار خبر اعدام این سه جوان هشتگ #اعدام_نکنید در فضای مجازی ترند شد و در اندک زمانی در جایگاه نخست ترند جهانی نیز قرار گرفت. این هشتگ به مدت ۲ ساعت، هشتگ نخست جهان شده بود و در آلمان ترند اول، در کانادا ترند دوم و در بریتانیا تا ردهٔ نهم رسید. در حالی که اخلال در شبکهٔ اینترنت در ایران در زمان طوفان توییت هشتگ «#اعدام_نکنید» وجود داشت، شمار توییت‌های این هشتگ تا ظهر پنجشنبه ۲۶ تیر ۱۳۹۹ از مرز ۸ میلیون گذشت.
و تاکنون بیش از ده میلیون بار از این هشتگ استفاده شده است. روز ۹ شهریور ۱۳۹۹ پس از صدور حکم اعدام برای نوید افکاری این هشتگ دوباره در فضای مجازی بازتاب یافت.

## مشارکت‌کنندگان
هشتگ «#اعدام_نکنید» بیش از ده میلیون بار توئیت شده است. بر اساس گزارشی که کمپین «ما شهروندان دیجیتال» در این طوفان توئیتری دست‌کم ۵۵۶ هزار کاربر بیش از ۵۰۰ هزار پیام حاوی این هشتگ را توئیت کرده‌اند. این هشتگ در اینستاگرام و تلگرام نیز هزاران بار مورد استفاده قرار گرفت.
پس از این هشتگ تازه‌ای با عبارت «#نه_به_اعدام» نیز توسط کاربران استفاده شد که بیش از ۲۵۰ هزار توئیت و باز توییت شده است.

## اختلال اینترنت
همزمان با طوفان توییتری علیه حکم اعدام اینترنت در نقاطی از ایران دچار اختلال شد. سازمان نظارت بر اینترنت نت‌بلاکس می‌گوید از ساعت ۹ و نیم شب سه‌شنبه به وقت ایران، اینترنت در این کشور قطع یا مختل شده است.

## پیشینه
امیرحسین مرادی، محمد رجبی و سعید تمجیدی در ۲۵ آبان ۱۳۹۸ در محلهٔ ستارخان در تجمع‌های اعتراضی شرکت کردند به گفتهٔ خبرگزاری هرانا سه روز بعد امیرحسین مرادی از طریق دوربین‌های مداربسته شناسایی و دستگیر شده است. با این حال، وکیل امیرحسین مرادی، می‌گوید موکلش در طی یک درگیری بر سر یک موبایل دستگیر شده است و پس از دیده شدن تصاویری از اعتراضات آبان‌ماه در موبایل او به پلیس امنیت تحویل داده شده است. محمد رجبی و سعید تمجیدی فردای بازداشت امیرحسین مرادی به ترکیه می‌گریزند اما در شهر آنتالیا توسط پلیس ترکیه دستگیر می‌شوند. به رغم این که آن‌ها به نمایندهٔ سازمان ملل معرفی می‌شوند و در خطر بودن جان خود در صورت بازگشت به ایران را اعلام می‌کنند، ترکیه آن را به ایران عودت می‌دهد. با این حال غلامحسین اسماعیلی، سخنگوی قوه قضائیه ایران، ادعا کرده است دو نفر از این سه نفر، نه در اعتراضات، بلکه در صحنهٔ سرقت مسلحانه دستگیر شده‌اند و سپس ویدئوهایی در گوشی‌های موبایل این دو نفر، نشان داده است که اقدامات خرابکارانه مانند به آتش کشیدن بانک دست داشته‌اند. هرانا ادعا کرده است منابعی نزدیک به خانوده‌های این سه فرد مدعی شده‌اند اعترافاتی مبنی بر خرابکاری زیر شکنجه از این افراد اخذ شده است.دادگاهی در اسفند ۱۳۹۸ به ریاست قاضی صلواتی این سه تن را به اتهام «مشارکت در تخریب و تحریق به قصد مقابله با نظام» به اعدام محکوم کرد. علاوه بر اعدام امیرحسین مرادی به بابت اتهام «مشارکت در سرقت مسلحانه مقرون به آزار در شب» به ۱۵ سال زندان و ۷۴ ضربه شلاق و بابت اتهام «خروج غیرقانونی از کشور» به یک سال حبس محکوم شده است. سعید تمجیدی و محمد رجبی نیز بابت اتهام «مشارکت در سرقت مسلحانه مقرون به آزار در شب» هر یک به ۱۰ سال حبس و ۷۴ ضربه شلاق و بابت اتهام «خروج غیرقانونی از کشور» هر یک به یک سال حبس محکوم شدند. هرانا ادعا کرده است در جریان دادگاه سعید تمجیدی و محمد رجبی، وکیل تسخیری این دو نفر نه تنها از ایشان دفاع نکرده است بلکه از اقدامات آن‌ها ابراز تأسف کرده. به گفتهٔ هرانا این پرونده دو متهم دیگر (با نام‌های مژگان اسکندری و «شیما ر.») دارد که یکی به حبس محکوم شده و پروندهٔ دیگری در دست بررسی است.
سخنگوی قوه قضائیه ایران ادعا کرده است این افراد فیلم خرابکاری‌های خود را برای خبرگزاری‌های خارجی فرستاده بوده‌اند و «به دست خودشان بهترین مستندات را ضبط و در جلسات دادگاه اقرار کردند».
روز سه‌شنبه ۲۴ تیر خبر تأیید حکم این سه معترض توسط سخنگوی قوه قضائیه اعلام شد و موجی از خشم در شبکه‌های اجتماعی به راه انداخت.
وکیل امیرحسین مرادی گفته است: «از نظر ما بین جرم و مجازات، تناسبی وجود ندارد. چون در خلاصهٔ پرونده هم صراحتاً قید شده که متهمان در دادگاه، اقاریر مرحله بازپرسی را انکار کرده‌اند. بر این اساس یکی از قضات دیوان حکم اعدام را تأیید نکرده و درخواست بررسی بیشتر داده است؛ لذا ما هم درخواست اعاده بازرسی و عفو کرده‌ایم.» او همچنین دربارهٔ عدم دسترسی این سه فرد به وکلای انتخابی خود گفته: «اولین نکته قابل‌تأمل این است که اسم من و دو وکیل تعیینی دیگر در دادنامه دیوان عالی نیامده و اسم وکلای تسخیری آمده است. چون وکلای تسخیری توسط محمد رجبی و سعید تمجیدی عزل شده بودند؛ یعنی از زندان نامه‌ای را مبنی بر عزل این وکلای تسخیری و معرفی حسین تاج و مصطفی نیلی تنظیم کرده بودند. صرف نظر از اینکه اعلام وکالت این دو نفر قبول نشد، به هر حال وکلای تسخیری عزل شده بودند ولی علی‌رغم این موضوع دادنامه صادر شده از دیوان عالی کشور به این وکلای منعزل ابلاغ شده است.» وکیل محمد رجبی در نامه‌ای به سخنگوی قوه قضائیه ادعا کرده است متهمان به‌طور غیرقانونی از از حمایت وکلای منتخب خود بی‌بهره بوده‌اند و به اعلام قطعی جرم توسط سخنگوی این قوه پیش از صدور حکم قطعی، ادعای روابط متهمان با گروهک‌های فعال در خارج از کشور به رغم انکار خانواده‌های متهمان و ادعای متهمان مبنی بر اخذ اقاریر در شرایط غیرعادی انتقاد کرده است. او همچنین درخواست کرده است وکلای تعیینی به پروندهٔ موکلین خود دسترسی پیدا کنند.

### نوید افکاری
نوید افکاری کشتی‌گیر ایرانی است که از معترضان اعتراضات مرداد ۱۳۹۷ ایران بود. او به ادعای حکومت جمهوری اسلامی به‌خاطر شرکت در این اعتراضات، دستگیر و به جرم محاربه و همچنین قتل یک مأمور امنیتی در جریان اعتراضات در شیراز و فهرستی از اتهامات دیگر به دو بار اعدام، ۶ سال و ۶ ماه حبس و ۷۴ ضربه شلاق محکوم شد. او که در هنگام منتشر شدن خبر اعدامش تنها ۲۷ سال داشت، در گذشته دارای چند عنوان قهرمانی کشتی کشوری بوده است.
در ۹ شهریور ۱۳۹۹ پس از صدور حکم اعدام برای او این هشتگ به همراه #نویدرانکشید در فضای مجازی بازتاب یافت.

## فشار به خانواده‌های محکوم‌شدگان
- روز دوشنبه ۷ مهر ۱۳۹۹ پدر امیرحسین مرادی، به دلیل افزایش فشارها بر خانواده این زندانی سیاسی برای سکوت در رابطه با وضعیت پرونده فرزندان‌شان خودکشی کرد و درگذشت. بنا بر گفته مادر امیرحسین مرادی، «نیروهای امنیتی در خانه حضور دارند و چند ساعتی بوده که تعدادی خبرنگار منتسب به صدا و سیما در حیاط خانه حضور داشتند که خواهان گفتگو بوده‌اند».[۲۰][۲۱]

## پیامدها

### اعلام و تکذیب خبر لغو حکم و اعاده دادرسی
۲۵ تیر خبرگزاری فارس خبری مبنی بر درخواست اعاده دادرسی توسط ابراهیم رئیسی، رئیس قوه قضائیه، با استناد به ماده ۴۷۷ قانون آیین دادرسی کیفری منتشر کرد. با این حال مهدی کشت‌دار، مدیرعامل خبرگزاری میزان وابسته به قوه قضائیه، خبر خبرگزاری فارس را تکذیب کرد و نوشت: «خبری که یکی از خبرگزاری‌ها مبنی بر دستور آیت‌الله رئیسی برای اعاده دادرسی سه متهم اعدامی حوادث آبان‌ماه منتشر کرده است صحت ندارد». اندکی بعد خبرگزاری فارس خبر خود را تکذیب و به نقل از مرکز رسانه قوه قضائیه اعلام کرد اعاده دادرسی منوط به درخواست وکیل است. پیشتر عمادالدین باقی در صفحهٔ شخصی‌اش در توییتر نوشته بود: «در خصوص سه محکوم آبان در جریان هستم که از ابتدا قوه قضائیه با رأی شعبه ۱۵ مخالف و دنبال نقض حکم بود. سخنگو هم گفت: با ماده ۴۷۷ نتیجه تغییر می‌کند.» مطابق این ماده اگر رئیس قوه قضائیه رأی قطعی صادرشده در هر یک از مراجع قضایی را خلاف شرع بین تشخیص دهد می‌تواند پرونده را به دیوان عالی کشور ارسال کند تا رأی قبلی نقض و رأی جدید صادر شود.

### اجازه دسترسی وکلا به پرونده محکومان
وکیل امیرحسین مرادی اعلام کرد که در روز ۲۵ تیرماه وکلای تعیینی توانسته‌اند به پرونده دسترسی پیدا کنند و آن را مطالعه کنند. او همچنین از ارسال درخواست اعمال ماده ۴۷۷ خبر داد. وکیل امیرحسین مرادی در توییتر خود نوشته است: «امروز اجازه ورود به ما در پرونده امیرحسین مرادی و سعید تمجیدی و محمد رجبی داده شد؛ پرونده به‌طور کامل در اختیارمان قرار گرفت تا مطالعه کنیم؛ درخواست اولیه مبنی بر اعمال ماده ۴۷۷ را تقدیم کردیم و بعد از مطالعه کامل، لایحه دیگری خواهیم داد؛ منتظر خبر توقف اجرای حکم باشید.» پاک‌نیا گفته است که این پرونده ایرادهای متعدد و فاحشی دارد و با حضور وکلای متهمان روند اجرای احکام این سه متهم متوقف خواهد شد. او یکی از اشکالات پرونده را عدم حضور وکیل در مرحله دادسرا عنوان کرد. براساس قانون، پرونده‌هایی که مجازات آنها حبس ابد و اعدام است، باید در تحقیقات مقدماتی، وکیل حضور داشته باشد. مطابق ادعای این وکیل همین دلیل برای نقض این حکم کافی است. او اضافه کرده است تنها متهمی که وکیل داشته امیرحسین مرادی بود که وکیلش من بودم و اجازه دخالت در پرونده به من داده نشد.

### تجمع اعتراضی در بهبهان و چند شهر دیگر
عصر پنجشنبه ۲۶ تیر ۱۳۹۹، یک تجمع اعتراضی در بهبهان در استان خوزستان به وقوع پیوست. به گفته برخی کاربران فضای مجازی صدور احکام اعدام برای معترضان آبان ۹۸ و وضعیت نابسامان اقتصادی از دلایل این تجمع بوده است. به گفته دویچه‌وله فارسی به شیراز، اصفهان، رشت، مشهد، تبریز و ارومیه رسید. همچنین نت‌بلاکس گزارش داد از ساعت ۲۲ روز ۲۶ تیر دسترسی به اینترنت در خوزستان به شدت محدود شد.

### فضای امنیتی در برخی شهرها
به گزارش دویچه‌وله فارسی گزارش‌هایی از حاکم شدن جو امنیتی وجود دارد. مطابق این گزارش‌ها نیروهای ضدشورش در خیابان‌های تهران، شیراز، مشهد، تبریز، ارومیه و رشت مستقر شدند. «سپاه امام رضا» در مشهد اعلام کرد «شماری از عوامل اصلی گروه‌های معاند» را «که ضمن ارتباط با شبکه‌های ضدانقلاب با انتشار فراخوان‌هایی هواداران و مردم را به تجمع و اعتراضات خیابانی تشویق می‌کردند» شناسایی و دستگیر کرده است. همچنین خبرگزاری فارس به نقل از سازمان اطلاعات سپاه فجر استان فارس خبر از شناسایی «تیم اقدامی سازمان تروریستی منافقان که به منظور انجام عملیات ایذایی وارد استان فارس شده» داد.

### ارسال پیامک جعلی «قضایی» به کاربران توییتر
تعداد قابل توجهی از کاربران توییتر از دریافت پیام‌هایی مبنی بر تهدید به تعقیب قضایی به اتهام «اخلال در امنیت ملی» خبر داده‌اند. در انتهای این پیام عنوان «وزارت دادگستری تهران بزرگ» نوشته شده است که وجود خارجی ندارد. در این پیامک از افراد خواسته شده که با ثبت نام در وب‌سایت قوه قضاییه موضوع را پیگیری کنند در غیر این صورت به «اشد مجازات» محکوم خواهند شد. محمد مساعد، روزنامه‌نگار ایرانی، در حساب توییترش اعلام کرد که پیامک ارسال‌شده دربارهٔ تهدید برخی کاربران توییتر جعلی است. او در توییتر خود نوشت: «این پیامک که ادعا می‌شود برای برخی از کاربران بیان‌کننده سخن مشترک #اعدام_نکنید ارسال شده جعلی است. به آن پاسخ ندهید، در هیچ سایتی ثبت‌نام نکنید و هیچ‌کس هم حق ندارد و نمی‌تواند حق انسانی شما برای بیان نظرتان را سلب کند.» قوه قضاییه و دیگر نهادها هنوز به این پیامک‌ها واکنش نشان نداده‌اند.

### حمله به دادگاه نوید افکاری با بمب آتش زا
روز یکشنبه ۷ مهر ۱۳۹۹ فیلمی از حمله به دادگاه نوید افکاری در شیراز با بمب آتش زا در واکنش به اعدام نوید در فضای مجازی و رسانه‌ها منتشر شد

## توقف اجرای حکم اعدام و پذیرش درخواست بررسی مجدد
یکشنبه ۲۹ تیر ۱۳۹۸ خبرگزاری فارس اطلاعیه از وکلای سه متهم منتشر کرد که خبر می‌داد درخواست وکلای پرونده برای اعاده دادرسی مطابق ماده ۴۷۴ قانون آیین دادرسی کیفری توسط رئیس دیوان عالی کشور پذیرفته شده و پرونده برای بررسی محدد به یکی از شعب دیوان عالی ارجاع داده شده است. مطابق با این تصمیم اجرای حکم تا زمان تعیین تکلیف نهایی متوقف شده است.

## نقض پرونده و برگزاری دادگاه دیگر
روز ۱۵ آذر ۱۳۹۹، بابک پاک‌نیا، وکیل این سه نفر در توییتر نوشت: «دقایقی قبل ضمن حضور در دیوان، رسماً اعلام شد که حکم اعدام امیرحسین مرادی، سعید تمجیدی و محمد رجبی از سوی شعبه اول دیوان عالی کشور نقض و پرونده طی روزهای آتی جهت رسیدگی مجدد به شعبه هم‌عرض ارسال خواهد شد.» به این ترتیب حکم اعدام این سه نفر رد شد و پرونده آنها بار دیگر در دادگاهی دیگر بررسی خواهد شد.

## واکنش‌ها
تعداد زیادی از چهره‌های علمی، هنری، سیاسی و ورزشی ایرانی و غیر ایرانی با این هشتگ در اعتراض به اعدام و نه به اعدام در این کارزار مشارکت و همراهی کردند. ۱۱۲ تن از شخصیت‌های سیاسی، مدنی و فرهنگی نیز بیانیه‌ای علیه صدور این حکم را امضا کردند.
- سازمان دیده‌بان حقوق بشر: «اعدام افرادی که نارضایتی‌شان از فساد و مقامات حکومتی غیر پاسخگو را به خیابان‌ها بردند صرفاً شرایط را برای افراد تحت فشار در اثر وضعیت اقتصادی رو به افول، بدتر می‌کند.»[۳۹] این سازمان همچنین گفته است که «محکومان از دسترسی به وکیل محروم بودند، و گفته می‌شود تحت شکنجه قرار گرفته‌اند تا اعتراف کنند و این احکام باید فوراً لغو شوند.»[۳۹]
- عفو بین‌الملل: «سیدعلی خامنه‌ای باید حکم اعدام معترضان، امیرحسین مرادی، سعید تمجیدی و محمد رجبی، را فوراً لغو کند. محاکمهٔ آن‌ها ناعادلانه بوده است و آن‌ها گفته‌اند از طریق ضرب و شتم، شوک الکتریکی و برعکس آویزان شدن مورد شکنجه قرار گرفته بودند.»[۴۱][۴۲]
- دونالد ترامپ، رئیس‌جمهور ایالات متحده آمریکا، در واکنش توییتری از هشتگ #اعدام_نکنید حمایت کرده و نوشت: «سه نفر در ایران برای شرکت کردن در تظاهرات محکوم به مرگ شده‌اند. اعدام آنها در هر لحظه قابل انتظار است. اعدام این سه نفر پیامی اسفناک به دنیا می‌فرستد و نباید انجام شود.»[۴۳]
- وزیر امور خارجه سوئد ضمن ابراز نگرانی بخاطر صدور حکم اعدام برای معترضان اعتراضات آبان ۱۳۹۸ ایران گفت: «کشورش به شدت با استفاده از مجازات اعدام تحت هر شرایطی مخالف است»[۴۴]
- وزیر امور خارجه دانمارک ضمن محکوم کردن صدور احکام اعدام در ایران و نقض پیوسته حقوق بشر در این کشور، در واکنشی در توییتر اعلام کرد: «عمیقاً از تأیید حکم اعدام سه معترض آبان نگرانیم».[۴۵]
- بیش از ۱۰۰ نفر از استادان دانشگاه و فعالان سیاسی، مدنی و فرهنگی، صدور احکام اعدام امیرحسین مرادی، سعید تمجیدی و محمد رجبی را حکمی بیرحمانه خواندند و در بیانیه خود اشاره کردند که در کدام کشور آزاد دنیا اگر شورشی ایجاد شود، علل آن را مردم و جامعه مشخص می‌کنند، ضمن اینکه بنا بر کدام قانون و مجوزی مجازات آسیب رسانی مردم جان به لب رسیده به برخی اماکن عمومی اعدام است؟ آنها رهبر جمهوری اسلامی را «مسئول اصلی خونریزی و کشتار» و عامل صدور «فرمان آتش» به معترضانی می‌خواند که از کم درآمدترین قشرهای جامعه بودند.[۴۶][۴۷]
- فرح پهلوی، آخرین ملکه ایران، با صدور بیانیه نوشتاری و صوتی صدور حکم اعدام برای سه معترض آبان ۹۸ در ایران را ناحق خواند. او به صادرکنندگان این احکام خاطرنشان کرد: «فردی که در مقابل شماست فرزندی از این آب و خاک است و تصور کنید که در برابر شما فرزند، پدر، مادر، برادر یا خواهر خودتان قرار دارد.» فرح پهلوی اضافه کرد: «حکم ناحقی که صادر می‌کنید بر خشم و انزجار و حس انتقام این ملت نجیب و صبور می‌افزاید.»[۴۸]
- بنیامین نتانیاهو، نخست‌وزیر اسرائیل، در توییتر با هشتگ «اعدام نکنید» به فارسی نوشت: «سه جوان ایرانی محکوم به اعدام شده‌اند. تنها جرم آن‌ها این است: خواست آن‌ها برای زندگی بهتر و کرامت. مردم ایران شایسته بهتر از این هستند».[۴۹]
- کانون نویسندگان ایران در بیانیه‌ای خواستار لغو اعدام و همچنین حکم اعدام دیگر محکومان شد. این کانون در بیانیه خود نوشت که با تأیید رسمی حکم اعدام سه جوان بازداشت شده در اعتراضات آبان ماه، اعدام صابر شیخ عبدالله و دیاکو رسول‌زاده در ارومیه و صدور حکم اعدام برای روح‌الله زم در هفته اخیر، اعدام اوجی دیگر گرفته است. به گفته نویسندگان این بیانیه، «این حکم‌ها قضایی نیست، سیاسی است و به کار سیاست روز می‌آید که سیاست همه این سال‌ها بوده است: ایجاد رعب و وحشت تا جنبش از هر جنبنده‌ای سلب شود.» این کانون تأکید کرد که حکم‌های اعدام «نه تنها صدای اعتراض مردم را خاموش نکرده، بلکه بر خشم آنها افزوده و فریاد دادخواهی‌شان را رساتر کرده و به ویژه بر جدیت آنها برای لغو حکم اعدام افزوده است».[۵۰]
- کارشناسان ویژه حقوق بشر سازمان ملل متحد حکم اعدام این سه نفر را به شدت محکوم کردند و خواستار لغو این احکام شدند. آنها گفتند امیرحسین مرادی، سعید تمجیدی و محمد رجبی برای اخذ اعتراف تحت شکنجه از جمله ضرب و شتم، ضربه با شوکر و آویزان کردن از پا قرار گرفته‌اند و «در نتیجه این شکنجهها آنها اعتراف کردند» که این اعتراف‌ها بعداً علیه آنان در دادرسی‌های «غیرمنصفانه» استفاده شده است. آن‌ها همچنین اعلام کردند: «امروز ما به صدها هزار ایرانی در شبکه‌های اجتماعی که این احکام را محکوم کردند، می‌پیوندیم». این کارشناسان از ابراهیم رئیسی رئیس قوه قضائیه خواستار لغو احکام اعدام شدند و بررسی قضایی «مستقل و فوری»، همچنین تحقیق مستقل و بی‌طرفانه نسبت به ادعای شکنجه آنها و در صورت صحت موضوع، محاکمه عاملان شکنجه را مطالبه کردند. مطابق بیانیهٔ این کارشناسان «گزارش شده است که امیرحسین مرادی پس از اینکه بازجویان به او گفتند تنها در صورت اعتراف تحت درمان قرار می‌گیرد، اعتراف نموده است. با این وجود وی پس از اعتراف چنین درمانی را دریافت نکرد».[۵۱][۵۲]
- وزارت خارجه فرانسه در بیانیه‌ای اعلام کرد فرانسه از صدور چنین حکمی عمیقاً شوکه شده و «بار دیگر تعهد خود به حق آزادی بیان و آزادی برگزاری تظاهرات صلح آمیز و همچنین مخالفت قاطع خود با مجازات اعدام در هر جا و هر شرایطی را اعلام می‌کند.»[۵۳]
- روز شنبه ۲۸ تیر ۱۳۹۹، علی ربیعی، سخنگوی دولت حسن روحانی، در یادداشتی که در روزنامه ایران منتشر شد، این واکنش اجتماعی مجازی را به عنوان «تلاش مدنی شهروندان برای شنیده شدن» توصیف کرد و خواستار «پاسخ حاکمان برای شنیدن صدای بی‌پیرایه مردم» شده است و نوشت که باید به «خواست طبیعی افکار عمومی احترام نهاد». سخنگوی دولت ایران در بخش دیگری از این یادداشت به واکنش دونالد ترامپ نیز پرداخته و آن را «موج‌سوارانه» و «وقاحتی باورنکردنی» توصیف کرده است. سخنگوی دولت روحانی این واکنش‌ها را «پارازیت» توصیف کرده و نوشته است کشورهای غربی «به قصد موج سواری و بهم زدن اوضاع فرایند گفتگو و نتیجه‌گیری در ایران را با بن‌بست مواجه می‌کنند». سخنگوی دولت روحانی در ادامه این یادداشت به تفکیک واکنش‌های مردم به احکام اعدام نیز پرداخته و نوشته است برخی از توییت‌های که منتشر شد، «صداهای جعلی و هدایت شده از دستگاه تبلیغاتی دشمنان» بود.[۵۴][۵۵]
- در ۲۷ تیر ۱۳۹۹ ابراهیم کابوقلو، نماینده حزب جمهوری‌خواه خلق (CHP) و مجلس ترکیه، از رئیس‌جمهور ترکیه، رئیس پارلمان و وزیر دادگستری کشورش خواست تا برای جلوگیری از اعدام امیرحسین مرادی، محمد رجبی و سعید تمجیدی اقدام کنند. وی برگرداندن محمد رجبی و سعید تمجیدی به ایران از طرف دولت ترکیه را محکوم کرد و گفت که نباید این کار صورت می‌گرفت، زیرا مقامات این کشور به‌خوبی می‌دانند که اعدام در ایران امری رایج است.[۵۶]
- غلامحسین اسماعیلی، سخنگوی قوه قضائیه: «در فضاسازی‌های اخیر، عوامل متعددی وجود دارد. برخی از این عوامل، عناصر ضدانقلاب و جریانات معارض و امپراتوری رسانه‌ای دشمنان انقلاب و نظام هستند که اصلاً گوشمان به حرف آن‌ها بدهکار نیست. ذیل این گروه، اصلاً کسی وجود ندارد؛ ربات‌ها هستند که ارزشی به‌عنوان جایگاه رسانه‌ای ندارند؛ منتهی اعداد و ارقام را بالا می‌برند. عده‌ای از این افراد هم ناآگاهانه به این جمع پیوستند که ما از این گروه گله داریم که چرا بدون اطلاع و تحقیق وارد این فضا شدند. عده‌ای هم دلسوزان بودند که از ما انتقاد کردند و ما انتقاد دلسوزان جامعه را می‌پذیریم و قبول می‌کنیم. چه بسا در فضای رسانه‌ای می‌توانستیم بهتر از این عمل کنیم و عملکرد مناسبتری داشته باشیم.»[۵۷][۵۸]

## اعتراضات آبان ۱۳۹۸ ایران
اعتراضات ۱۳۹۸ ایران مجموعهٔ اعتراضات مردمی و ضد حکومتی در سراسر ایران بود که از ماه آبان به‌دنبال انجام مجدد سهمیه‌بندی سوخت و افزایش ۲۰۰ درصدی قیمت بنزین آغاز شد. شرکت ملی پخش فراورده‌های نفتی ایران، بدون اطلاع و اعلام قبلی، در نیمه‌شب ۲۴ آبان ۱۳۹۸ اعلام کرد سهمیه‌بندی بنزین دوباره آغاز شده و قیمت هر لیتر بنزین سهمیه‌ای ۱۵۰۰ تومان، و نرخ هر لیتر بنزین آزاد از ۱۰۰۰ به ۳۰۰۰ تومان افزایش یافت. به دنبال اعلام این خبر، از شامگاه ۲۴ آبان اعتراضات آغاز شد و در روزهای بعد نیز گسترش یافت.